# Марта Рішар
Марта Бетенфльд, у шлюбі Рішар (фр. Marthe Richard) (15 серпня 1889 — 9 лютого 1982) — французька політична діячка та шпигунка часів Першої світової війни на прізвисько «Жайворонок», учасниця французького Руху Опору під час Другої світової війни. Перша жінка-пілот Франції, письменниця.

## Біографія
Народилася у родині Бетенфельд в м. Нансі (Лотарингія). Німкеня за походженням. У молоді роки втягнена в проституцію, внаслідок захворювання на сифіліс відправлена до Парижа. Тут у 1905 році знайомиться з Анрі Рішаром. Незабаром починає цікавитися повітроплаванням й стає першою жінкою-пілотесою Франції у 1912 році. Про це багато пише французька преса того часу, Марта стає відомою. Вона здійснила низку польотів на далекі відстані у Бургундії та Швейцарії. У 1914 році бере шлюб з Анрі Рішаром.

### Шпигунська діяльність
У 1914 році чоловік йде на фронт та невдовзі гине. Марта вирішує помститися німцям. Спочатку намірена потрапити до військової авіації, але жінок туди не беруть. Тоді Рішар запропонувала свої послуги П'ятому відділу (контррозвідка Франції) на чолі з капітаном Ляду. Її відправляють до Іспанії, на курорт Сан-Сабаст'ян. Тут вона знайомиться з військовим аташе Німеччини у Мадриді бароном фон Кроном. Рішар швидко дала згоду працювати на німецьку розвідку й отримала псевдо С-32. З грошима та інструкціями Рішар повертається до Франції. Про свої дії доповіла начальнику французької контррозвідки, який привітав її з успіхом, і Рішар знову повернулася до Іспанії.
В Іспанії вона стає коханкою фон Крона, завдяки чому здобула відомості намір Німеччини організувати у французькому Марокко заколот та повстання. Завдяки її інформації щодо шляху німецького конвою зі зброєю для марокканських повстанців заколот провалився. Рішар дізналася про таємний прохід в Піренеях, яким користувалася німецька розвідка. За наказом фон Крона Марта Рішар відкрила салон краси «Дзеркало жайворонків», який німецька розвідка збиралася використати для маскування шпигунів для відправлення їх до Франції. Діяльність Марти Рішар допомогла французькій контррозвідці виловити усіх німецьких шпигунів.
Проте французька розвідка не завжди дослухалася до відомостей Рішар. Так, незважаючи на її попередження, німці зуміли підірвати пороховий завод Буно поблизу Байонни. Вона готувалася передати папери з сейфу фон Крона, але її підвів зв'язковий. Врешті-решт їй перестали довіряти як французи, так і німці. Наостанок Рішар у 1916 році вислала князю Ратиборду, німецькому посланцеві в Іспанії, усі листи фон Крона до неї, а також поєднання цифр сейфу, відомості стосовно того, що фон Крон утримував її на кошти, передбачені для вербування агентів. Внаслідок цих її дій вся мережа фон Крона була нейтралізована.

### Після війни
Після війни Марта Рішар довгий час була забутою. У 1926 році вона одружилася з Томасом Кромптоном, деякий час мешкала у Великій Британії. У 1933 році за свої заслуги отримала Орден почесного легіону. Під час Другої світової війни Марта Рішар брала участь у французькому русі Опору, була схоплена та інтернована до Німеччини.
Після закінчення війни Марта Рішар обрана муніципальною радницею Паризької мерії. Випустила кілька книг спогадів.